# Проспект (Мен)
Проспект (англ. Prospect) — місто (англ. town) в США, в окрузі Волдо штату Мен. Населення — 698 осіб (2020).

## Демографія
Згідно з переписом 2010 року, у місті мешкало 709 осіб у 291 домогосподарстві у складі 197 родин. Було 337 помешкань
Расовий склад населення:
| - 98,4 % — білих - 0,4 % — корінних американців - 0,3 % — чорних або афроамериканців - 0,1 % — азіатів |

До двох чи більше рас належало 0,7 %. Частка іспаномовних становила 0,3 % від усіх жителів.
За віковим діапазоном населення розподілялося таким чином: 21,7 % — особи молодші 18 років, 65,5 % — особи у віці 18—64 років, 12,8 % — особи у віці 65 років та старші. Медіана віку мешканця становила 44,3 року. На 100 осіб жіночої статі у місті припадало 106,7 чоловіків;  на 100 жінок у віці від 18 років та старших — 104,8 чоловіків також старших 18 років.
Середній дохід на одне домашнє господарство  становив 64 462 долари США (медіана — 60 313), а середній дохід на одну сім'ю — 74 185 доларів (медіана — 72 500). Медіана доходів становила 52 955 доларів для чоловіків та 38 125 доларів для жінок. За межею бідності перебувало 7,9 % осіб, у тому числі 19,4 % дітей у віці до 18 років та 2,1 % осіб у віці 65 років та старших.
Цивільне працевлаштоване населення становило 416 осіб. Основні галузі зайнятості: освіта, охорона здоров'я та соціальна допомога — 36,5 %, виробництво — 15,4 %, роздрібна торгівля — 9,1 %, будівництво — 7,5 %.